# Friedrich-Clemens-Gerke-Turm
Friedrich-Clemens-Gerke-Turm ist die Bezeichnung des 1991 fertiggestellten Fernmeldeturms von Cuxhaven.
Der 230 Meter hohe Friedrich-Clemens-Gerke-Turm ist ein für die Öffentlichkeit nicht zugänglicher Stahlbetonturm der Deutschen Telekom AG für Richtfunk und UKW-Rundfunk. Er ist wie der Bremer Fernsehturm und der Fernmeldeturm Münster ein Nachbau des Kieler Fernsehturms.
Der Turm ist benannt nach dem Pionier der Telegrafie Friedrich Clemens Gerke und wurde von den Architekten Gerhard Kreisel und Günter H. Müller aus Kiel entworfen.

## Technische Daten

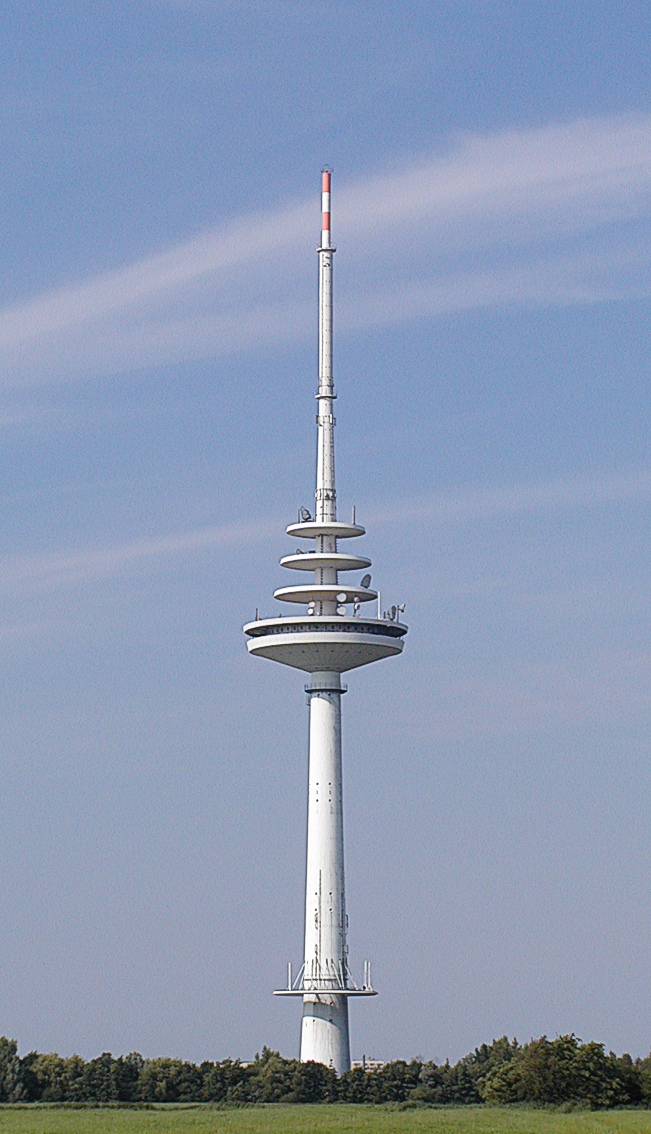

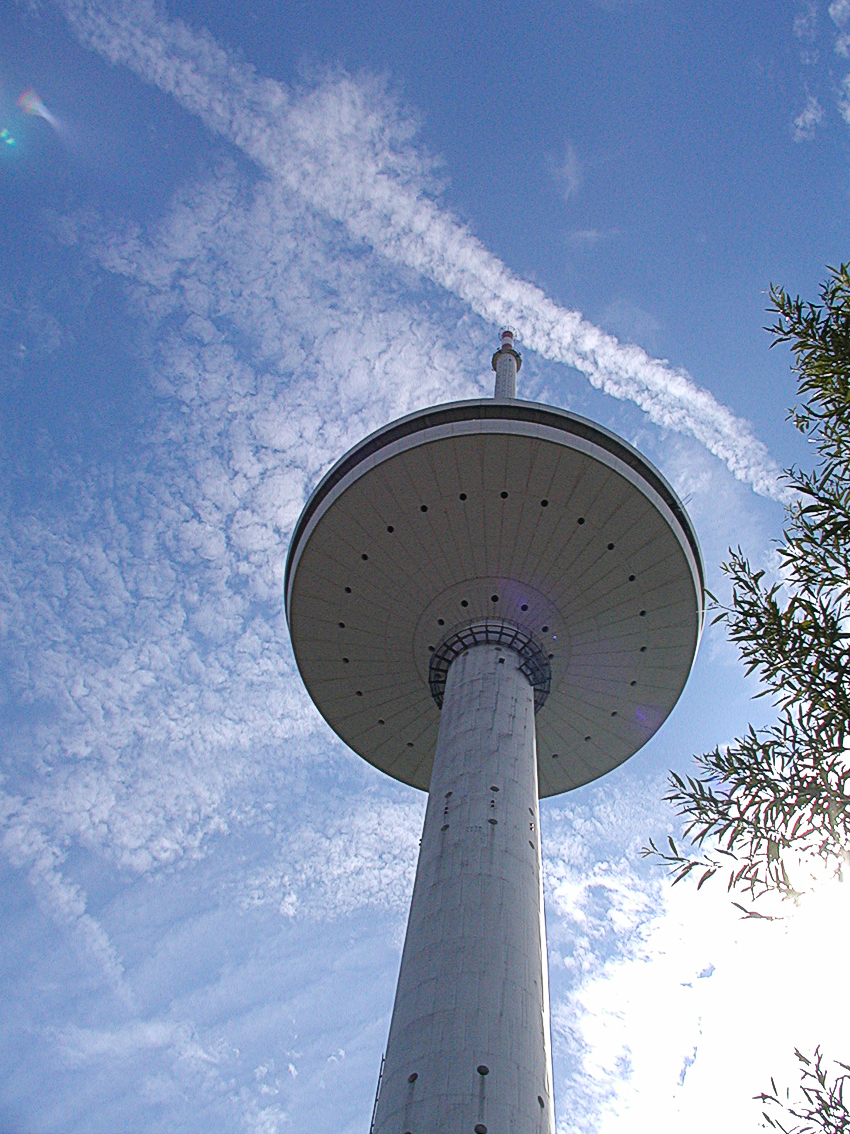
Turmkorb des Friedrich-Clemens-Gerke-Turms

- Die Gründung besteht aus 157 Ortbeton-Rammpfählen, sie sind 19,20 Meter lang und haben einen Durchmesser von 61 Zentimetern.
- Das Fundament hat einen Durchmesser von 27,80 m, ist 3,50 Meter stark und beansprucht 5.000 m³ Beton und 200 Tonnen Stahl.
- Der Schaft des Turmes hat im unteren Bereich einen Durchmesser von 13,10 Metern, im oberen von 3,10 und besteht aus 5.000 m³ Beton und 800 Tonnen Stahl.
- Das Betriebsgeschoss liegt in 100 Metern Höhe und hat ein Grundplattengewicht von 1700 Tonnen bei einem Durchmesser von 40 Metern.
- Die Plattform hat einen Durchmesser von ca. 25 Metern.
- Die Schwankung kann bis zu 0,50 Meter betragen.
- Der Grundstein wurde am 26. April 1990 im Beisein des Bundespräsidenten Richard von Weizsäcker, des Bundeskanzlers Helmut Kohl, des Bundesministers für Post und Telekommunikation Christian Schwarz-Schilling sowie des Vorstandsvorsitzenden der Deutschen Bundespost Telekom Helmut Ricke gelegt.

Am 9. April 1992 wurde der Turm in Betrieb genommen.

## Funktechnik
- Richtfunkstrecke für ca. 10.000 Fernsprechkanäle und eine Reichweite von 64 km (d. i. bis Helgoland). Die Antennen haben einen Durchmesser von bis zu 4 Metern.

### Digitales Fernsehen (DVB-T / DVB-T2)
Seit dem 28. Oktober 2009 wird der Fernmeldeturm anstelle des Senders Cuxhaven-Altenwalde zur Verbreitung von Fernsehprogrammen im DVB-T-Standard genutzt. Am 8. November 2017 erfolgte die Umstellung auf DVB-T2 mit HEVC-Bildcodierung. Optional lassen sich zusätzliche im NDR-Angebot und bei Freenet TV connect als Verknüpfung enthaltene Programme über eine Internetverbindung wiedergeben, falls das Empfangsgerät HbbTV (ab Version 1.5) unterstützt (NDR via IP: ARD-alpha HD, rbb Brandenburg HD, SR Fernsehen HD, SWR BW HD, …).
Folgende DVB-T2-Bouquets werden übertragen:
| Kanal | Frequenz (in MHz) | Multiplex                                   | Programme im Multiplex | ERP (in kW) | Antennen- diagramm rund (ND)/ gerichtet (D) | Polarisation horizontal (H)/ vertikal (V) | SFN mit                                                                            |
| ----- | ----------------- | ------------------------------------------- | --- | ----------- | ------------------------------------------- | ----------------------------------------- | ---------------------------------------------------------------------------------- |
| 29    | 538               | ARD Digital (NDR)                           | - Das Erste HD - phoenix HD - arte HD - tagesschau24 HD - one HD Radio: - NDR Blue - NDR Info Spezial - NDR Kultur - NDR Schlager | 8           | ND                                          | H                                         | Aurich-Popens, Bremen (Walle), Bremerhaven-Schiffdorf, Cuxhaven-Stadt, Steinkimmen |
| 35    | 586               | Gemischter Multiplex von ZDF und freenet TV | - ZDF HD - 3sat HD - KiKa HD - ZDFneo HD - ZDFinfo HD - freenet TV connect (HbbTV-Dienst mit mehreren Streams, HbbTV v1.5 erforderlich) | 5           | ND                                          | H                                         | Aurich-Popens, Bremen (Walle), Bremerhaven-Schiffdorf, Cuxhaven-Stadt, Steinkimmen |
| 36    | 594               | ARD regional (NDR) Niedersachsen            | - NDR Fernsehen HD (Niedersachsen) - WDR Fernsehen (Köln) HD - hr-Fernsehen HD / NDR FS HD (HH) (zeitw.) - mdr Fernsehen (Sachsen-Anhalt) HD / NDR FS HD (MV) (zeitw.) - BR Fernsehen Süd HD / NDR FS HD (SH) (zeitw.) Radio: - N-Joy - NDR 1 NDS HAN - NDR 2 - NDR Info | 8           | ND                                          | H                                         | Cuxhaven-Stadt                                                                     |

 Sendeparameter 
| Verwendet von (HD-Programme pro Mux)   | Modulations- verfahren | Coderate | FFT-Modus    | Guard- intervall | Pilottöne       | Datenrate [Mbit/s] |
| -------------------------------------- | ---------------------- | -------- | ------------ | ---------------- | --------------- | ------------------ |
| ZDF (5)                                | 64-QAM                 | 3/5      | 16k extended | 19/128           | Pilot Pattern 2 | 22,0               |
| ARD Digital (NDR) (5) NDR regional (5) | 64-QAM                 | 1/2      | 16k extended | 19/128           | Pilot Pattern 2 | 18,2               |

### Digitales Radio (DAB / DAB+)
Digitaler Hörfunk im DAB+-Standard wird seit dem 15. Dezember 2015 gesendet. Die Abstrahlung des ersten bundesweiten Multiplexes erfolgt in vertikaler Polarisation im Gleichwellennetz (Single Frequency Network) mit anderen Sendern. Der von Antenne Deutschland betriebene zweite Multiplex ist am 5. Oktober 2020 hinzugekommen. Am 1. April 2025 wechselte der NDR-Multiplex vom Sender Holter Höhe nach hier.
| Block                        | Programme (Datendienste) | ERP (kW) | Antennen- diagramm rund (ND)/ gerichtet (D) | Gleichwellennetz (SFN) |
| ---------------------------- | --- | -------- | ------------------------------------------- | --- |
| 5C DR Deutschland (D__00188) | DAB+ Block der Media Broadcast: - Absolut relax (72 kbps) - Dlf (104 kbps) - Dlf Kultur (112 kbps) - Dlf Nova (104 kbps) - DRadio DokDeb (48 kbps) - Energy Digital (72 kbps) - ERF Plus (64 kbps) - Klassik Radio (72 kbps) - Radio Bob (72 kbps) - Radio Horeb (48 kbps) - Radio Schlagerparadies (64 kbps) - Schwarzwaldradio (64 kbps) - sunshine live (72 kbps) - DRadio Daten (32 kbps Daten) - EPG Deutschland (16 kbps Daten) - TPEG (16 kbps Daten) - TPEG_MM (16 kbps Daten) | 1        | ND                                          | - Baden-Württemberg: Aalen, Baden-Baden (Fremersberg), Bad Mergentheim, Blauen, Brandenkopf, Donaueschingen, Feldberg im Schwarzwald, Freiburg (Vogtsburg-Totenkopf), Geislingen (Oberböhringen), Großerlach (Hohe Brach), Heidelberg (Königstuhl), Heilbronn (Schweinsberg), Hochrhein (Rickenbach), Hornisgrinde, Pforzheim (Schömberg-Langenbrand), Raichberg, Ravensburg (Höchsten), Reutlingen, Stuttgart (Frauenkopf), Ulm (Kuhberg) - Bayern: Amberg (Hirschau), Aschaffenburg (Pfaffenberg), Augsburg (Hotelturm), Bad Tölz (Gaißach), Bamberg (Geisberg), Büttelberg, Brotjacklriegel, Dillberg, Grünten, Herzogstand, Hochberg (Traunstein), Hoher Bogen, Inntal (Ebbs), Ingolstadt (Gelbelsee), Kreuzberg/Rhön, Landshut (Altdorf), München (Olympiaturm), Nennslingen (Büchelberg), Nürnberg, Oberammergau, Ochsenkopf, Passau, Pfänder, Pfaffenhofen, Pfarrkirchen, Pfronten, Regensburg (Hohe Linie), Unterringingen, Untersberg, Wendelstein (Bayrischzell), Würzburg (Frankenwarte) - Berlin: Berlin (Alexanderplatz), Berlin (Scholzplatz) - Brandenburg: Bad Belzig, Booßen, Brandenburg/Havel, Calau, Casekow, Cottbus, Eisenhüttenstadt, Petkus, Pritzwalk, Templin - Bremen: Bremen (Walle), Bremerhaven-Schiffdorf - Hamburg: Hamburg (Moorfleet), Hamburg (Heinrich-Hertz-Turm) - Hessen: Bad Hersfeld (Rimberg), Biedenkopf (Sackpfeife), Fulda (Hummelskopf), Frankfurt (Europaturm), Gelnhausen (Schnepfenkopf), Gießen (Dünsberg), Großer Feldberg, Hardberg, Hohe Wurzel, Hoher Meißner, Kassel (Habichtswald), Mainz-Kastel - Mecklenburg-Vorpommern: Garz (Rügen), Güstrow, Malchin, Neubrandenburg-Süd, Rostock (Toitenwinkel), Röbel, Schwerin (Zippendorf-Gr.Dreesch), Torgelow, Wismar/Rüggow, Züssow - Niedersachsen: Aurich-Popens, Braunschweig (Broitzem), Braunschweig (Drachenberg), Cuxhaven-Stadt, Dannenberg, Göttingen (Bovenden-Osterberg), Hannover (Telemax), Lingen, Lüneburg-Neu Wendhausen, Molbergen-Peheim, Osnabrück (Bramsche-Schleptruper Egge), Hildesheim (Sibbesse), Steinkimmen, Uelzen, Visselhövede, Wilhelmshaven - Nordrhein-Westfalen: Aachen (Karlshöhe), Bielefeld (Hünenburg), Bonn (Venusberg), Dortmund (Florianturm), Düsseldorf (Rheinturm), Eggegebirge, Herscheid, Hochsauerland (Hunau), Hürtgenwald-Großhau, Köln (Colonius), Langenberg, Lügde-Rischenau (Köterberg), Minden (Jakobsberg), Münster (Fernmeldeturm), Schöppingen, Siegen-Süd, Wesel - Rheinland-Pfalz: Bad Kreuznach (Schanzenkopf), Bad Marienberg (Westerwald), Bornberg, Daun (Eifel), Edenkoben (Kalmit), Heckenbach-Schöneberg (Ahrweiler), Idar-Oberstein, Kaiserslautern, Kettrichhof, Koblenz (Kühkopf), Trier (Petrisberg) - Saarland: Merzig-Merchingen, Saarbrücken (Schoksberg) - Sachsen: Chemnitz, Dresden, Geyer, Leipzig, Löbau, Neustadt, Oschatz, Schöneck, Zwickau Ost - Sachsen-Anhalt: Brocken, Burg, Dequede, Petersberg, Pettstädt (Weißenfels), Schneidlingen, Wittenberg - Schleswig-Holstein: Bungsberg, Flensburg, Heide, Helgoland, Hennstedt, Kiel (Kronshagen), Lübeck (Stockelsdorf), Schleswig, Niebüll (Süderlügum), Westerland (Sylt) - Thüringen: Bleßberg (Sonneberg), Erfurt-Hochheim, Gera, Inselsberg, Jena (Oßmaritz), Kulpenberg, Saalfeld (Remda), Lobenstein (Sieglitzberg), Weimar (Ettersberg) |
| 5D Antenne DE (D__00364)     | DAB-Block von Antenne Deutschland: - 80s80s (72 kbps) - 90s90s (72 kbps) - Absolut Bella (72 kbps) - Absolut Germany (72 kbps) - Absolut HOT (72 kbps) - Absolut Oldie (72 kbps) - Absolut TOP (72 kbps) - AIDAradio (72 kbps) - Ballermann Radio (72 kbps) - Beats Radio (72 kbps) - Brillux Radio (72 kbps) - Nostalgie (72 kbps) - Oldie Antenne (72 kbps) - RTL Radio (72 kbps) - Rock Antenne (72 kbps) - Toggo Radio (72 kbps)                                                   | 1        | ND                                          | - Bayern: Amberg (Hirschau), Bamberg (Geisberg), Ingolstadt (Gelbelsee), Kreuzberg/Rhön, Nürnberg, Ochsenkopf, Pfaffenhofen, Regensburg (Hohe Linie), Würzburg (Frankenwarte) - Berlin: Berlin (Alexanderplatz), Berlin (Scholzplatz) - Brandenburg: Casekow, Cottbus, Pritzwalk - Bremen: Bremen (Walle) - Hamburg: Hamburg (Heinrich-Hertz-Turm) - Mecklenburg-Vorpommern: Rostock (Toitenwinkel), Schwerin (Zippendorf-Gr.Dreesch), Züssow - Niedersachsen: Braunschweig (Broitzem), Cuxhaven-Stadt, Göttingen (Bovenden-Osterberg), Hannover (Telemax), Hildesheim (Sibbesse/Griesberg), Lüneburg-Neu Wendhausen, Molbergen-Peheim, Osnabrück (Bramsche-Schleptruper Egge), Visselhövede - Nordrhein-Westfalen: Bielefeld (Hünenburg), Minden (Jakobsberg) - Sachsen: Dresden, Geyer, Leipzig, Löbau/Schafberg, Oschatz, Schöneck - Sachsen-Anhalt: Brocken, Burg, Petersberg, Wittenberg - Schleswig-Holstein: Flensburg, Heide, Kiel (Kronshagen), Lübeck (Stockelsdorf) - Thüringen: Erfurt-Hochheim, Gera, Inselsberg, Jena (Oßmaritz), Kulpenberg, Lobenstein (Sieglitzberg), Weimar (Ettersberg) |
| 6C NDR NDS CUX (D__00004)    | DAB-Block des Norddeutschen Rundfunks: - NDR 1 NDS OL (Oldenburg) (104 kbps) - NDR 90,3 (104 kbps) - NDR 1 SH HEI (Heide) (104 kbps) - NDR 2 NDS (104 kbps) - NDR Kultur (104 kbps) - NDR Info NDS (104 kbps) - N-Joy (104 kbps) - NDR Blue (104 kbps) - NDR Schlager (104 kbps) - NDR Info Spezial (104 kbps) - NDR BWS (16 kbps) - ARD TPEG (16 kbps) | 2,5      | ND                                          | Cuxhaven-Stadt |